# Bures St. Mary
Bures St. Mary är en civil parish i Babergh i Suffolk i England. Civil parish har 918 invånare (2011).